# Algol (Stern)
Algol (arabisch الغول al-ġūl ‚der Dämon‘), auch bekannt als β Persei, ist ein veränderlicher Stern und der zweithellste Stern im Sternbild des Perseus. Er befindet sich in einer Entfernung von circa 90 Lichtjahren.
Seine scheinbare Helligkeit ändert sich mit einer Periode von 2,87 Tagen (2 Tage, 20 Stunden, 48 Minuten und 56 Sekunden) zwischen 2,1 und 3,4 mag, was auch freiäugig gut zu beobachten ist. Im arabischen Mittelalter wurde er wegen seines unerklärlichen Verhaltens auch „Teufelsstern“ genannt. Er ist der Prototyp der bedeckungsveränderlichen Sterne.
Bei Algol handelt es sich um ein Dreisternsystem, bestehend aus Beta Persei (β Per) Aa1, Aa2 und Ab. Die beiden Sterne β Per Aa1, ein heller bläulicher Stern (Spektralklasse B8) mit der einhundertfachen Helligkeit der Sonne, und β Per Aa2, ein weniger leuchtstarker rötlich-gelber Stern (Spektralklasse K2), umkreisen einander mit einer Periode von knapp 69 Stunden im Abstand von etwa 0,062 AE. Um dieses Doppelsternsystem kreist im mittleren Abstand von 2,69 AE ein dritter Stern, β Per Ab, mit einer Umlaufzeit von 681 Tagen.

## Bedeckungsveränderlicher Stern

Animation des Prinzips bedeckungs-veränderlicher Doppelsterne mit Lichtkurve für den Fall, dass der blau gezeigte größere Stern der hellere ist (Radien, Abstand und Veränderungen sind nicht verhältnisgerecht)

In einem Doppelsternsystem tritt ein Wechsel der scheinbaren Helligkeit auf, wenn der eine Stern vor dem anderen Stern vorbeizieht. Wenn der hellere Stern durch den weniger hellen verdeckt wird, ergibt sich für die Gesamthelligkeit ein Minimum. Während einer Umlaufperiode zwischen zwei Helligkeitsminima entsteht eine weitere geringere Helligkeitsschwankung, wenn nun der hellere den lichtschwächeren Stern teilweise verdeckt. Nach den Charakteristika der Lichtkurve von Algol sind die Algolsterne benannt, eine Klasse Bedeckungsveränderlicher Sterne.
Die Entdeckung der Helligkeitsänderungen werden Geminiano Montanari (1667/1669) zugeschrieben. Die Periode wurde von John Goodricke im Jahr 1783 bestimmt. Er vermutete das Verdecken durch einen großen Körper oder eine ungleichmäßige Oberfläche mit Flecken, ähnlich denen auf der Sonne. In einem Brief von John Michell an Henry Cavendish im Juli 1783 wurde die Erklärung mit zwei unterschiedlichen Sternen erwähnt. 1889 gelang es Hermann Carl Vogel in Potsdam, aus Verschiebungen der Fraunhoferschen Linien im Spektrum des Algol nachzuweisen, dass dieser einen dunklen Begleiter hat und dass sich beide um einen gemeinsamen Schwerpunkt bewegen.
Es ist jedoch davon auszugehen, dass bereits den griechischen und arabischen Astronomen der mit dem bloßen Auge zu erkennende Lichtwechsel aufgefallen war. Neue Erkenntnisse weisen darauf hin, dass schon die Ägypter diesen Stern beobachteten und ihren Tagewählkalender darauf abgestimmt haben. Der um 1200 v. Chr. im alten Ägypten entstandene „Kalender der glücklichen und unglücklichen Tage“ enthält Regelmäßigkeiten, die mit den periodischen Helligkeitsschwankungen des „Teufelssterns“ Algol im Einklang sind. Der Kalender wäre damit das älteste überlieferte Dokument der Entdeckung eines veränderlichen Sterns, so ein Team finnischer Forscher. In Übereinstimmung mit astrophysikalischen Vorhersagen war die Periode von Algol vor 3.200 Jahren etwas kürzer als heute.

## Bewegung im Raum
Die Bewegung von Algol im Raum ist durch die Hipparcos-Vermessungen sehr gut bekannt. Aus diesen Daten ließ sich ableiten, dass Algol unserer Sonne vor etwa (7 ± 1) Mio. Jahren bis auf einen geringsten Abstand von etwa (2,5 ± 1) pc nahekam. Die Radialgeschwindigkeit betrug dabei nur etwa 4 km/s, so dass das massive Algol-System eine starke gravitative Wirkung auf weit von der Sonne entfernte Körper des Sonnensystems, wie Kometen in der Oortschen Wolke ausüben konnte.

## Namensgebung

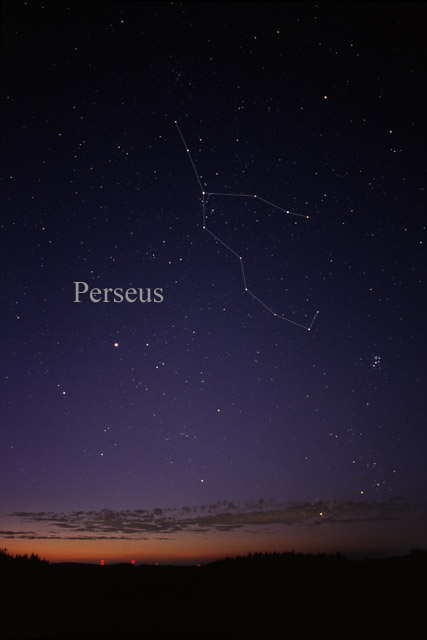
Algol ist ein heller Stern im Sternbild Perseus (der zweite mit Linien verbundene Stern von rechts oben)

Der Name Algol ist eine Verkürzung des ursprünglichen arabischen Namens »رأس الغول« raʾs al-ġūl ‚Kopf des Dämons‘. Er wird seit dem 10. Jahrhundert benutzt und ist einer der ältesten arabischen Sternnamen in der westlichen Welt. Zuvor nannte Ptolemäus diesen Stern Gorgonea Prima (lateinisch für „erster [Stern] der Gorgo“) nach einer griechischen Sage, in der Perseus das abgeschlagene Haupt der Medusa (eine der drei Gorgonen) in Händen hält. In der Astrologie gilt Algol seit jeher als Unheilsgestirn.

## Trivia
In Phantasy Star, einem frühen Computer-Rollenspiel, ereignet sich das Spielgeschehen auf mehreren Planeten des Algol-Sonnensystems.
In der Kurzgeschichte "Jenseits der Mauer des Schlafes" von Howard Phillips Lovecraft spielt Algol eine zentrale Rolle.
Im Jahre 1920 wurde ein deutscher Film nach dem Stern benannt. In ihm geht es um eine unerschöpfliche Energiequelle auf der Erde, die den Stern anzapft.